# يان فان إيك

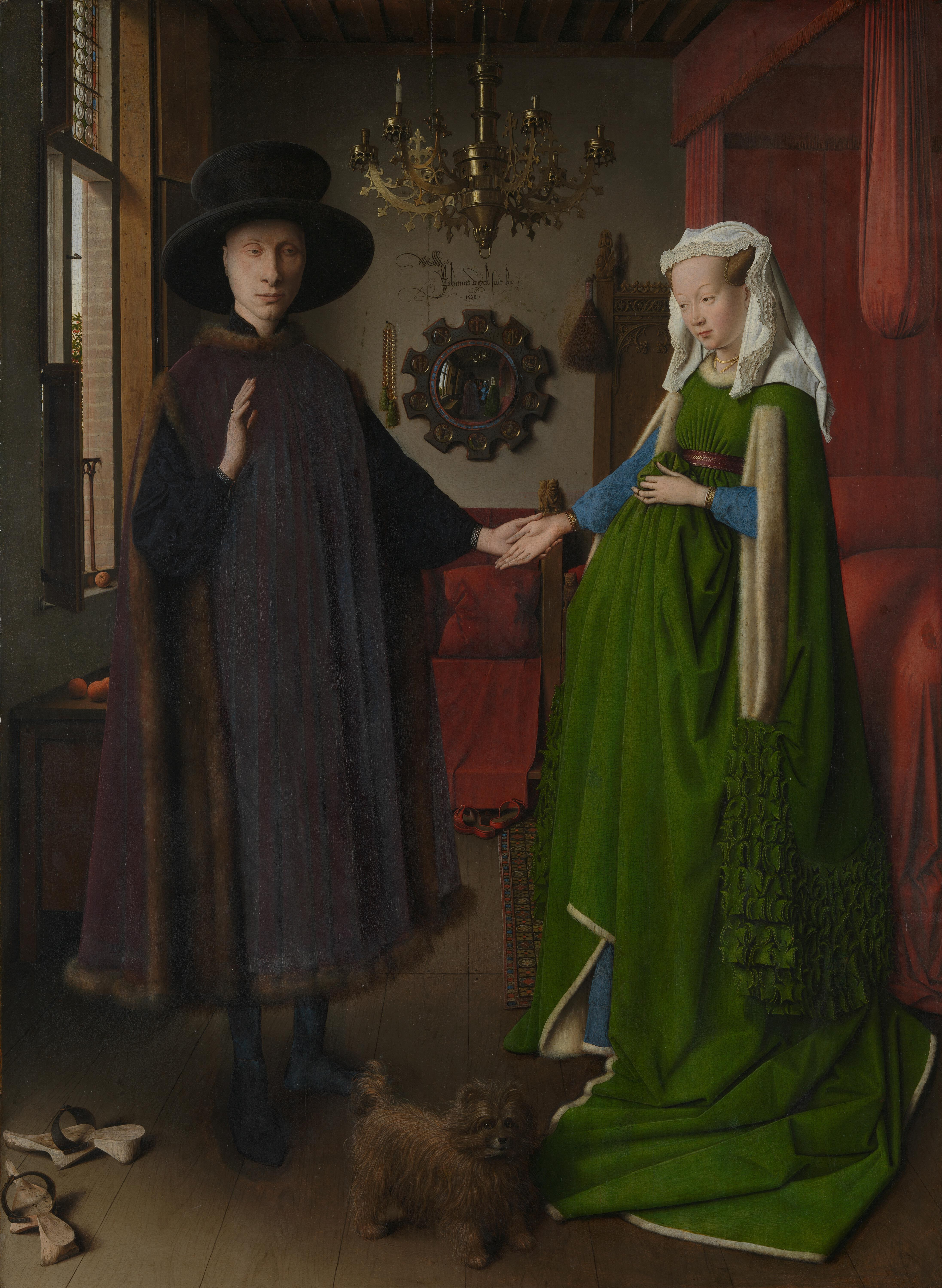
الزوجان أرنولفيني، 1443 م (يان فان آيك)

يانْ فانْ آيْكْ، (بالفلامنكية: Van Eyck JanK، قبل 1390 - 9 يوليو 1441) كان رسامًا فلمنكي نشطًا في بروج. هو واحد من أوائل المبدعين لِما أصبح يُعرف باسم الرسم الهولندي المبكر، وأحد أهم ممثلي فن عصر النهضة الشمالي المبكر. تشير السجلات المتبقية من حياته المبكرة إلى أنه وُلد في الفترة ما بين 1380 و1390، على الأرجح في ماسيك (أتى اسمه من ماسيك)، هي بلجيكا الآن. عمل في لاهاي حوالي عام 1422، عندما كان بالفعل رسامًا رئيسًا وله مساعدين في ورشة العمل، عمل رسامًا وخادمًا خاصًا مع جون الثالث دوق بافاريا، حاكم هولندا وهينو. عمل بعد ذلك في ليل كرسام بلاط لفيليب الطيب، دوق بورغوندي بعد وفاة جون في 1425، حتى انتقل إلى بروج في 1429 حيث عاش هناك حتى وفاته. كان يحظى بتقدير كبير من قبل فيليب وقام بعدد من الزيارات الدبلوماسية في الخارج، بما في ذلك إلى لشبونة في عام 1428 لاستكشاف إمكانية إجراء عقد زواج بين الدوق ودوقة بروغندي.
يُنسب إليه 20 لوحة ما زلت موجودة إلى يومنا هذا، بما في ذلك عمله تقديس الحمل وتذهيب الكتب من مخطوطات ساعات تورينو-ميلان، تعود جميعها إلى 1432 و 1439.
رسم فان إيك كل من الموضوعات العلمانية والدينية، بما في ذلك لوحات النقش خلف مذابح الكنيسة، والشخصيات الدينية ذات اللوحة المنفردة ولوحات كُلف برسمها. تشمل أعماله لوحات مفردة، وألواح مزدوجة، ولوحات ثلاثية الجوانب، وألواح فنية منحوتة. دفع له فيليب أجورًا مجزيةً سعيًا منه إلى أن يكون الرسام مكتفيًا ماليًا ولديه حرية فنية حتى يتمكن من الرسم «متى أراد». يأتي عمل يان إيك من النمط القوطي الدولي، لكنه سرعان ما حجبها جزئياً عبر التركيز بشكل أكبر على المذهب الطبيعي والواقعي. حقق مستوًى جديدًا من البراعة من خلال تحسنه في استخدام الطلاء الزيتي. كان له تأثير كبير، فتبنى الرسامون الهولنديون الأوائل تقنياته وأسلوبه ودقته.

## حياته ومسيرته المهنية

### مطلع حياته
لا يُعرف سوى القليل عن حياة يان فان إيك المبكرة، إذ لم يُوثّق تاريخ ميلاده ولا مكانه. يأتي أول تسجيل من حياته من بلاط جون الثالث دوق بافاريا في لاهاي، فسُدّدت مدفوعات ما بين عامي 1422 و 1424 إلى السيد يان الرسام الذي كان آنذاك رسامًا للبلاط برتبة خادم خاص، مع مساعد واحد في البداية ثم مساعدين. يشير هذا إلى أن تاريخ ميلاده يعود إلى سنة 1395 على الأكثر.
يقترح بعض العلماء أن تاريخ سنه الظاهر في اللوحة التي تحمل صورته الذاتية عام 1433 إلى أنه أقرب لعام 138.
عُرف في أواخر القرن السادس عشر على أنه ولد في ماسيك، وهي مدينة لأسقفية الأمير لييج. إلا أن اسمه الأخير مرتبط ببيرخ آيك. تشير هذه المعلومات أيضًا إلى أنه ينحدر من «لوردس اوف رود» ( سينت أوداروده ).
كان لديه أخت تُدعى مارغريتا، وشقيقان على الأقل، هوبرت (توفي عام 1426) الذي عمل معه في التدريب المهني على الأغلب، ولامبرت (نشط بين عامي 1431 و 1442)، وكلاهما رسامان أيضًا، لكن لا يوجد ترتيب ثابت لولادتهما. يُزعم أن هناك قرابة لرسام بارز أصغر سنًا عمل في جنوب فرنسا، يُدعى بارتيليمي يان إيك. لا يُعرف أين تلقّى يان تعليمه، لكن كان له معرفة باللاتينية واستخدم الحروف الهجائية اليونانية والعبرية في نقوشه، ما يشير إلى أنه درس في المدرسة الكلاسيكية. كان هذا المستوى التعليمي نادرًا بين الرسامين، وجعله أكثر أهمية للفيليب المثقف.

## أعماله
رسم يان فان إيك لوحات لعملاء خاصين بالإضافة إلى عمله في البلاط. والأهم من بين هذه اللوحات (تقديس الحمل) المرسومة للتاجر والممول والسياسي جودوكوس فيمستس وزوجته إليزابيث بورلوت. بدأ رسمَها قبل عام 1426 واكتملت بحلول عام 1432، تُمثل لوحاته «نهاية عهد توغل الواقعية في الشمال»، التي تختلف عن الأعمال العظيمة في عصر النهضة المبكرة في إيطاليا بسبب استعدادها للتخلي عن المثلنة الكلاسيكية لصالح المعاينة الصادقة للطبيعة.
رغم الافتراض أنه أنتج عددًا من اللوحات ثلاثية الجوانب، لم تنجُ منها سوى لوحة دريسدن، مع أن عددًا من الصور الموجودة قد تكون عبارة عن أجنحة من لوحات فنية مزخرفة مفككة.
تُنسب إليه نحو 20 لوحة موجودة إلى يومنا هذا، تعود جميعها إلى الفترة ما بين 1432 و1439. عشر منها، بما في ذلك تقديس الحمل، لها تاريخ وتوقيع بمجموعة متنوعة من شعاره، ALS IK KAN . في عام 1998، قدّر هولاند كوتير أن «تُنسب إليه مع درجات متفاوتة من الخصوصية حوالي 24 لوحة مع بعض الرسومات وبعض الصفحات من ساعات تورينو ميلان (اسم عمل)».
ووصف «العلاقة المعقدة والتوتر بين مؤرخي الفن وأمناء المتاحف في تعيين المؤلفين. من بين تقريبًا أربعين عمل يُعتبر أصليًا يعود لمنتصف الثمانينيات، أصبح هناك حوالي عشرة من الأعمال يتنافس عليها بشدة كبار الباحثين».

## الأسلوب

### الايقونات
أدرج فان إيك مجموعة متنوعة من العناصر الرمزية، وغالبًا ما نقل ما رآه كتعايش بين العالمين الروحي والمادي. كانت الأيقونات مدمجة في العمل بشكل مخفي. تتألف المراجع عادةً من تفاصيل خلفية صغيرة ولكن أساسية. يعَد استخدامه للرمزية والمراجع التوراتية سمة من سمات عمله، يُعد استخدامه للرمزية والمرجعيات التوراتية من سمات عمله، فهو يتناول الأيقونات الدينية التي كان سباقًا فيها، مع اختراعاته التي عالجها وطورها فان دير فايدن، وميملينغ، وكريستوس. استُخدمت كل العناصر الرمزية الغنية والمعقدة لخلق إحساس متزايد بالمعتقدات المعاصرة والمثل الروحية.
يصف كريج هاربيسون مزج الواقعية والرمزية بأنه «أهم جانب من جوانب الفن الفلمنكي المبكر». كان المقصود من الرموز المدمجة أن تندمج في المشهد «وكانت إستراتيجية مدروسة لخلق تجربة الوحي الروحي». تقدّم لوحات فان إيك الدينية على وجه الخصوص للمشاهد «رؤية مغايرة للواقع المرئي» دائمًا. بالنسبة إليه، فهو غارق يومًا بعد يوم بشكل متجانس في الرمزية، إذ إنه -طبقًا لهاربيسون- «أعيد ترتيب البيانات الوصفية، فلا توضح الحياة الدنيوية، بل ما يعتبره حقيقة خارقة للطبيعة». يعتقد فان إيك أن هذا المزيج من الأدلة الأرضية والسماوية هو «الحقيقة الأساسية للعقيدة المسيحية»، ويمكن العثور عليها في «قران العالم العلماني والمقدس، المليء بالواقع والرمز». يصور مريم العذراء كبيرة للغاية، إذ يُظهر حجمها غير الواقعي ما بين السماء عن الأرض، لكنه صور ما دون ذلك في أماكن الحياة اليومية مثل الكنائس، والمجالس المحلية، أو جالسين مع مسؤولي البلاط.
إن الكنائس الأرضية مزينة بشكل كثيف برموز سماوية. يمثل العرش السماوي بوضوح في بعض المجالس المحلية (على سبيل المثال في لوكا مادونا). من الأصعب تمييزًا  هو إعدادات لوحات مثل عذراء مستشار رولين، حيث يمثل الموقع مزيجًا من الأرض والأجرام السماوية. غالبًا ما تكون أيقونة فان إيك ذات طبقات كثيفة معقدة لدرجة أنه يجب عرض العمل عدة مرات قبل أن يصبح معنى العنصر أكثر وضوحًا. غالبًا ما كانت الرموز تُنسج بمهارة في اللوحات حتى تصبح واضحة فقط بعد المشاهدة عن قرب بشكل متكرر، بينما عكست هذه الأيقونات جزءًا كبير من فكرة أنه -وفقًا لجون وارد- هناك «طريق موعود للخلاص من الخطيئة والموت والاتجاه نحو الخلاص والولادة».

## روابط خارجية
- يان فان إيك على موقع الموسوعة البريطانية (الإنجليزية)
- يان فان إيك على موقع ميوزك برينز (الإنجليزية)
- يان فان إيك على موقع إن إن دي بي (الإنجليزية)
- يان فان إيك على موقع ديسكوغز (الإنجليزية)